# Fuente de Spili
La Fuente de Spili Es una fuente veneciana que se encuentra Spili, una localidad del distrito regional de Rethymnon en la isla de Creta al sur del país europeo de Grecia.
La fuente data del período veneciano, se compone de 25 bocas de riego en la cabeza de leones.